# シェアード・ディシジョン・メイキング

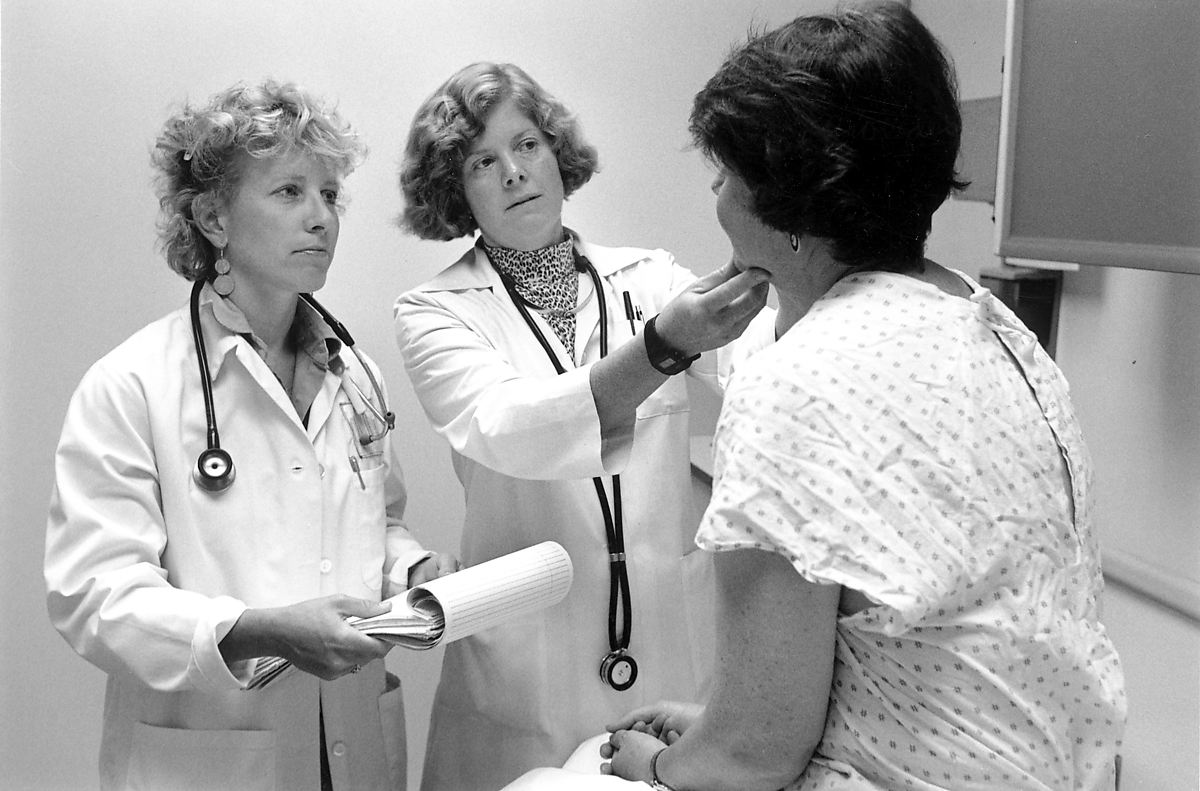
共有の意思決定では、患者は医師と協力して最良の治療法の選択肢を決定します。

医療における共有意思決定（きょうゆういしけってい、英: Shared decision-making in medicine、SDM、協働意思決定など）とは、患者と医師の両方が医学的な意思決定プロセスに貢献するプロセス、のことを言う。医療提供者は患者に治療法や代替法を説明し、患者が自分の好みや独自の文化的および個人的な信念に最も合った治療法の選択肢を選べるよう支援するものである。
これと対照的なのは、伝統的な医学治療における、医師が権威ある立場にあり、患者はケアにおいて受動的な役割を果たすにすぎないというものである。以前は、医師が患者に何をすべきかについて指示し、患者は治療における決定に参加することはめったになかった。
以下、SDM とする。

## 歴史
SDMという用語が採用された最初の事例の1つは、1972年にRobert Veatch による医学における倫理に関する報告にあった  。それは1982年に「医学における倫理的問題の研究のための大統領委員会および生物医学的および行動的な研究」で再び使われた。この研究は、患者中心ケア・患者参加型医療（その後の患者アドボカシーへ繋がる）への関心の高まりと、1970年代以降の医療における患者との相互関係性として患者の自主尊重への重点の高まりに基づいている  。米国では1980年代に一般的なパラダイムシフトが起こり、患者が以前よりも医療の意思決定に関与するようになったと主張する人さえいるだろう 。たとえば2007年の115人の患者を対象にした研究では、大多数の返答者が医療意思決定に関与することを選択し、2000以前の研究の50％のみが好ましい、とし、2000年以降では大多数が参加したいとしていたことからも示されている。
SDM の初期の重要な推進力となったのはJack Wennberg であった。必要性や患者の好みによっては説明することができない医療活動の変動性に不満を抱いていた彼は、それが様々な医師の診療スタイルに起因する不要な変動にあるとの概念を説明した。この不要な変動を減らす主な手段は、「転帰確率の健全な推定値の重要性と患者の好みに密接に対応する値の重要性」を認識することだった。意思決定を共有することで、患者の好みや価値観に応じて正しい医療使用率を決定することができる。その結果、ダートマス健康政策・臨床診療研究所は、共同の意思決定を彼らの仕事のプログラムの重要な要素に置くことになった。
SDM は次のような特徴的一連のプロセスをたどる：「少なくとも2人の参加者、臨床医および患者が関与していること。共同意思決定の両当事者が情報を共有すること。両当事者が、好ましい治療処置について合意を形成するためのステップを踏むこと。そして処置実施の合意に達すること"となっている。この最後の要素は、必ずしもこの分野のすべての人に完全には受け入れられてるわけではない。同意しないことに同意することが受け入れ可能であるという見解もまた、SDM の受け入れ可能な結果とみなされる 。

## 患者の自主とインフォームド・コンセント
SDM は、患者の自主尊重とインフォームド・コンセント両方の基本的な前提に基づいている。このSDMモデルにおいては、患者が処置のリスクと利益の解釈に影響を及ぼす個人的な価値観を持っていて、それが医師が解釈する方法とは異なるということを認識するものである。インフォームド・コンセントはSDMの中核をなすもの、つまり、すべての治療法の利点と欠点を十分に理解していないと、患者は意思決定に従事することはできない。しかし、特に選択が嗜好に敏感な条件に関するものである場合は特に、どのオプションが最適であるかの明確な選択がなく、複数のオプションが存在することがよくある。SDM は、患者が自分の価値観や信念を元に、十分な情報に基づいて決定を下すという点で、インフォームド・コンセントとは異なるものとなる。したがって、状況によっては、医師の視点が、患者の価値観、判断、および意見に最も一致する決定とは異なる場合がある。医師は、サービス料などの金銭的インセンティブ（Fee-for-service）に動機付けられている可能性もありうるからである。

### 患者参加の予測可能要因
患者参加型医療（Patient participation）は、SDM に関連する分野ではある、SDM はより具体的に患者と医師の関係における患者の役割に焦点を当てるものである。彼らの参加の程度に影響を与える特定の患者特性が認められる。ある研究では、他の患者よりも若くて教育水準が高く、重症度が低い女性患者が医療上の決定に参加する可能性が高いことが示された。つまり、より多くの教育は参加レベルを上げ、老年期はそれを減らすように見える。しかし別の研究では、年齢は参加レベルに反比例するのではなく、数字や統計に精通していない患者が医師に医学的決定を下させる傾向があることがわかった。また、文化も異なっている。一般的に、例えば、アメリカ人は、ドイツ人よりも、追跡調査の質問をしたり治療の選択肢を調べたりすることが多く、医師と患者の関係においてより積極的な役割を果たしている。ある研究では、黒人患者は白人患者より共有意思決定への参加が少ないと報告している。またさらに別の研究では、黒人患者は白人と同じくらい参加したいと望んでおり、医師とのヘルスケアについて会話を始める切っ掛けを作っていた。
健康を重視する人は、健康をそれほど重視しない人よりも、医療上の意思決定に関してより受動的な役割を果たす可能性が高くなるという。Arora と McHorney の研究者らは、健康に高い価値を置く人々の間で健康関連の懸念が生じた場合、その発見は彼らの不安の結果であり、自分ではなく専門家に重要な医学的決定を下させる傾向があると主張している。
患者が自分の医療記録にリアルタイムで自由にアクセスできるようにすることで、患者の健康に対する理解が深まり、自らの世話をする能力が向上するという証拠が増えてきている。調査結果によると、完全な診療録へのアクセスによって、異常な検査結果の追跡調査やいつケアを受けるべきかの判断など、患者がより積極的にケアの質に関与できるようになるという。医師の訪問ノートにすぐにアクセスできる患者を提供することは、医師と患者の関係に良い影響を与え、患者の信頼、安全性、そして関与を高めることが証明されている 。メモへのアクセス権を持つ患者はまた、彼らの医療記録の作成においてより積極的な役割を果たすことに大きな関心を示している。患者との関わりを通して診断の正確さを向上させる手段として、最近オープンノート（メモ公開）の採用が医学研究所によって推奨されている。
他の研究では、患者参加の最も強い予測因子は患者自身の特徴ではなく、臨床状況や医師のコミュニケーションスタイルなどの状況に固有のものであることが示されている 。例えば、医師によるパートナーシップ構築および支援的コミュニケーションの頻繁な活用は、より大きな患者の関与を促進することを示している。
一般に、医師は、参加度の低い患者というよりは参加度の高い患者と話すときに、より患者中心のコミュニケーションに取り組んでいる。また、患者が同じ人種の医師に相談すると、患者はその医師が他の人種の医師よりも自身を参加させてくれていると認識するという。

## SDMにおけるいくつかのモデル

### OPTION モデル
Elwynらのモデル。a）決定を必要とする問題を定義する、b）等量線の描写（臨床的に言えば治療の選択肢がほとんどないことを意味する）と不確実性についてへの次のステップ、c）利用可能な選択肢の属性について情報を提供すること、および、d）審議プロセスを支援。これらのステップに基づいて、臨床医が患者を意思決定に関与させる程度を評価するための評価スケール（OPTIONスケール） が開発され、オランダ語、中国語、フランス語、ドイツ語、スペイン語、イタリア語に翻訳されている。

### ３段階対話モデル
別のモデルは3つの異なる「対話」フェーズを提案する：（１）チームトーク、（２）オプショントーク、（３）そして決定トーク。第一に、選択肢の存在を導入するにあたり、臨床医が患者と支援的な関係を築く - つまり患者とその家族と共にチームを形成すること。第二に、臨床医は可能性があるかもしれない利益と害の可能性を説明し、明確な方法で選択肢を紹介 - これがオプショントーク。最後の段階では、患者の好みが構成され、引き出され、そして統合される - これが意思決定のトーク。このモデルに基づいて、短い5項目バージョンのOPTIONスケールが公開されている。

### 専門家間連携モデル
ますます多くの医療が、個人ではなく、看護師、ソーシャルワーカー、その他の医療提供者を含む専門家間医療チームによって提供されている。このような状況において、患者の健康管理に関する決定は、同時または連続的にかかわらず、複数の専門家と共有される。専門家間の共有意思決定（IP-SDM）モデルは、この複雑さを考慮に入れた3レベルの2軸フレームワークとなっている。その3つのレベルは、個人レベルでの文脈の影響、システミックまたは組織レベルでの影響、そしてより広いポリシーまたは社会レベルでの影響である。軸はSDMプロセス（垂直）とさまざまな関係者（水平）となる。1人以上の医療専門家や家族と対話している間に、患者は下されるべき決定の説明を含む構造化されたプロセスを通過する。情報交換し、価値観や嗜好を引き出す、選択肢の実現可能性について議論、決断したものと好ましい選択、決定事項の計画と実行、そして結果。このモデルは2011年に検証されて以来、リハビリテーション、認知症ケア、メンタルヘルス、新生児集中治療、病院の牧師、教育研究などで採用されている  。

### エコロジカルモデル
患者参加の尺度は、SDMの側面を測定するためにも使用できる。Streetによる研究に基づく患者参加の生態学的モデルは、患者参加の4つの主な要素が含まれている。1つ目は、情報を求めること。患者が医師に情報の確認を求める回数測定（例：医師に情報の確認を求める、または医師が情報を理解し確実なものにすると話した要約の確認）。2番目の要素は、積極的な発言で。例えば、医師への勧告、意見や好みの表明、意見の不一致の表明など。3つ目の要素は、医師からの指示の有無にかかわらず、症状、病歴、心理社会的要因に関する情報を提供すること。患者参加の最後の要素は、不安、心配、または否定的な感情などの感情的な反応を含む、懸念の表現である。参加の程度は、患者がこれら4つの包括的な行動をどの程度の頻度で表示するかに基づいて決定される。

## 意思決定の支援ツール
SDM は、患者が最善の治療選択肢を選択することを支援する際に意思決定支援ツールの使用にますます依存するようになっている。例えばリーフレット、ビデオテープ、オーディオテープ、またはインタラクティブメディアなどの患者決定補助ツールは、患者と医師の関係を補完し、患者が自分の価値観や好みに最も近い医療上の決定を下すのを助けるものとなる 。対話型ソフトウェアまたはインターネットWebサイトも、意思決定の共有を促進するように設計されうる 。研究では、意思決定支援ツールの使用が医師に対する患者の信頼を高め、それによって共有された意思決定プロセスを促進する場合がある事を示している。 意思決定支援ツール（最大2010年まで）に関する多くの研究と実行の研究は、書籍 『 医療における共有意思決定：証拠に基づく患者選択』、第2版に含まれている  。
カナダのAnnette O'Connor教授とイギリスの Glyn Elwyn教授が率いる研究者のグループである、国際患者意思決定支援基準（IPDAS）コラボレーションは、約14カ国から100人以上の参加者の努力の結晶となる一連の基準を発表した。それは患者の意思決定支援の質を判断するのに役立つものとなっている。IPDAS規格は、患者および医療従事者が意思決定支援プログラムの内容、開発プロセス、および有効性を評価するのを支援する。IPDASによれば、認定された意思決定支援機関は、例えば、選択肢に関する情報を提供し、結果の可能性を提示し、そして患者の価値感を明確にするための方法などを含めるべきである。

## 実装
資金調達組織は「知識の翻訳」を重視している、すなわち科学的研究が実際に変化をもたらすことを確実にするために、共有意思決定の研究者はSDMの実施またはそれを実現することに焦点を合わせてきた。医療専門家と患者によって認識されているような共有された意思決定に対する障壁の研究基づいて、多くの研究者は健全な、理論に基づく訓練プログラムと意思決定支援を開発し、それらの結果を評価している。カナダは、ヘルスケア分野全体で共有の意思決定を促進し実行するための実用的な方法に焦点を当てた研究委員長を設置している。
自分の健康についての意思決定に関与する患者はより良い結果を得るが、医療専門家はめったにそれらを決定に含めません。最近更新されたコクランレビューは、医療専門家が健康についての決定を下すプロセスにおいて患者をよりよく関与させるのを助ける方法に関する証拠を総合的に扱った。このレビューでは、教育的会合、医療専門家へのフィードバックや教材の提供、そして患者の意思決定支援ツールの利用の試み、などいくつかのテクニックが役立つことがわかっている。しかし、レビューではこれらのどれが最良であるか結論はだせていない。
多くの文献は、SDM を達成することは医療従事者に十分な情報を提供することの問題であると想定しているようである。一部では、患者を啓蒙することによって、医療提供者側に対してSDMを期待させるべく力を与え教育するいくつかの試みがなされている。

### 法と政策
重要な決定プロセスを患者と共有することが医療従事者にとって倫理的な必要性であるとのコンセンサスの高まりを意識し、ヨーロッパ、北アメリカおよびオーストラリアのいくつかの国々はその健康政策および規制の枠組みにおける共通の意思決定を正式に承認した。南アメリカと東南アジアのいくつかの国でも関連する政策を導入している。これらの新しい方針の理論的根拠は、消費者または患者の権利の尊重から、SDM が医療費の抑制に役立つ可能性があるというようなより実用的な議論にまで及ぶ。しかし、一般に、政治的な願望と実際の現実との間のギャップは、まだ大きなままである。

### 政府および大学の研修プログラム

#### カナダ、ドイツ、アメリカ
医療従事者にSDMを訓練することは、薬物の乱用やスクリーニング検査など、医療制度における慢性的な問題に対処する可能性があると政策決定者の注目を集めている。カナダのケベック州のプライマリケア医のために設計されたそのようなプログラムの1つは、意思決定を共有することで、しばしばウイルスが原因で抗生物質に効果がない急性呼吸器疾患（耳の痛み、副鼻腔炎、気管支炎など）に対する抗生物質の使用を減らすことができるということを示している。
医学校（ドイツ、オランダ、イギリス、カナダなど）の中にはすでにそのような研修プログラムを研修医養成プログラムに組み入れているものもある。

#### イギリス
イギリスでのNHS RightCare 共有意思決定プログラムの目的は、国民保健サービス（NHS）ケアにSDMを組み込むことである。これは、患者中心のケアを促進し、患者の選択、自主、および臨床的意思決定への関与を高め、「私なしでは私について決断をは無し（“no decision about me, without me”）」を実現するという、より広い野心の一部である。

## 測定
この分野の何人かの研究者は、患者または医療従事者または両方の観点から、あるいは外部の観察者の観点から、臨床的遭遇およびその影響においてどの程度共通の意思決定が行われるかを測定する尺度を設計した。これらの尺度の目的は、この知識を適用して医療従事者に実践を促すことを目的として、共有された意思決定で何が起こるのか、またそれがどの程度起こるのかを調べることである。これらの尺度に基づいて、医師が患者の決定ニーズをよりよく理解できるようにするための簡単なツールが設計されている。有効性が確認されているそのようなツールの1つ、SUREは、忙しい診療所でどの患者が治療の決定に不快であるかを判断するための簡単な質問票となっている    。
もう1つの関連する尺度は、患者中心のコミュニケーションの3つの要素を使用して患者と医師が会う点数付けである。医師が患者の生活設定（例えば、仕事、社会的支援、家族）を概念化する事。および個人的な人生設計という完全な文脈で理解すること。そして治療目標と管理ストラテジーについて患者との共通の土台に達することである。

## 患者のエンパワーメント
患者のエンパワーメントにより、患者は自分の医療についての決定に積極的な役割を果たすことができる。患者のエンパワメントには、医師や他の医療提供者とのお互い尊重したコミュニケーション、患者の安全性、エビデンス収集、賢い消費者主義、SDMなど、ケアの側面について患者が責任を取ることが求められる。
EMPAThiE の研究では、権限を与えられた患者を「日常生活の中で彼らの状態の管理を管理する患者」「患者は、自らの生活の質を改善するための行動を取るのに必要な知識、技能、態度と自己認識によって自らの行動を調整し、必要に応じて、最適なウェルビーイングを達成するために、他の人と協力して仕事をしなければならない」と定義している。
2009年には、不健康なライフスタイルのコストと責任文化の必要性を強調するために、イギリスとオーストラリアのキャンペーンが開始されました。欧州連合はこの問題を深刻に受け止め、2005年以来、世界保健機関の協力を得て様々な政策によって患者の権利の問題を定期的に見直してきました。様々な医療団体もまた、患者の権利章典または宣言書による患者のエンパワメントの道筋をたどってきた。

## 利点
最近の研究では、SDMに参加している個人は、安心感を感じる可能性が高く、回復へのコミットメント感がより強いと感じる可能性が示されている。また、調査の結果、SDMはケアの質についてより高い判断を下すことがわかっている。さらに、ＳＤＭは患者においてより大きな自己効力をもたらし、それがより良い健康上の結果をもたらす。患者が意思決定プロセスにより多く参加すると、自己管理行動の頻度も増加する。自己管理行動は、大きく3つのカテゴリに分類される。（１）健康行動（運動など）。（２）消費者の行動（新しい治療法に関するリスクの読み方など）そして（３）病気特有の管理ストラテジー（戦略）。同様に、最近の研究では、糖尿病患者の間で医師が提供した情報を患者が覚えているほど、患者は自宅でセルフケア行動に参加していることが多くなることが分かっている。

## 問題
一部の患者はSDMモデルがケアへの最善のアプローチであるとは感じていない。定性的研究によると、SDMに対する障壁には、置かれた状況に対するコントロールの欠如から、参加を避けたいという患者の逃避願望、患者と感情的な関係を構築できないこと、過度に自信を持ち過度に主張する医療専門家との相互作用などが含まれる。また、一般的な構造上の欠陥により、患者が状況を管理する機会が損なわれる可能性がもある。さらに、性格的な要因は、患者が医学的決定に参加することに満足と感じる程度において重要な役割を果たし得る。例えば、高い不安を示す人は、医療上の意思決定に参加しないことを好む。
意思決定に参加する人々にとっては、潜在的な不利益も存在する。患者が意思決定プロセスに参加すると、医師は意思決定のリスクと利点について不確かなまたは未知の証拠を伝達することがあり得る。科学的不確実性の伝達は意思決定の不満につながる場合もありえる。また、SDMモデルの批評家は、患者の推測に疑問を投げかけたり議論したりしないことを選択した医師は、より知識の少ない患者に対し、結果として酷い扱いをすることになると主張する。一方適切に患者の参加を促す医師は、患者が患者の価値観や好みに合った判断を下すのに役立つものにすることが出来ると言える。

## カンファレンス
2001年にオックスフォード、2003年にスワンシー、2005年にオタワ、2007年にボストン、2009年にボストン、2011年にマーストリヒトで開催された国際共有意思決定（ISDM）会議で、この分野の多くの研究者と実務家が2年ごとに集まっている。2013年にリマ、2015年にシドニー、2017年リヨン、2019年にケベックシティで開催。